# 일본의 달탐사 계획
일본의 달탐사 계획(영어: Japanese Lunar Exploration Program, JLEP)은 일본 정부의 달에서의 무인, 유인 탐사 계획이다. JAXA가 주관한다.

## 완료된 임무

### 셀레네(가구야)
2007년 9월 14일, 다네가시마 우주 센터에서 H-IIA 로켓으로 발사된 가구야 달 탐사선은, 발사 당시 아폴로 계획 이후 인류 최대의 달 탐사 계획이며, 일본 최초의 달 탐사 계획이었다. 세계 최초로 달 전체를 상세하게 고선명 비디오 영상으로 촬영했다. 이것을 바탕으로 JAXA는 달 전체의 3D지도를 작성했다. 촬영 한 이미지는 구글 어스에 제공되어 누구나 볼 수있다.

## 계획된 임무

### 셀레네 2호
JAXA는 2018년 셀레네 2호를 발사할 계획이다. 무게 700 kg의 달 궤도선, 1000 kg의 달 착륙선, 100 kg의 로버로 구성된다.

## 같이 보기
- 대한민국의 달탐사 계획